# Eneda Tarifa
Eneda Tarifa (Kukës, Albânia, 1 de fevereiro de 1990), é uma cantora albanesa, mais conhecida por ter representado a Albânia no Festival Eurovisão da Canção 2016, em Estocolmo com a canção "Fairytale".

## Discografía

### Como solista
- (2003) «Qendroj»
- (2006) «Zjarrit tienden Rreth»
- (2007) «E párr leter»
- (2008) «Zeri Im»
- (2009) «Nuk te Harroj»
- (2009) «Do ta them»
- (2010) «Me Veten»
- (2010) «Enderrat do ti mar me vete»
- (2013) «Ika Larg»